# Stationsplein (Haarlem)

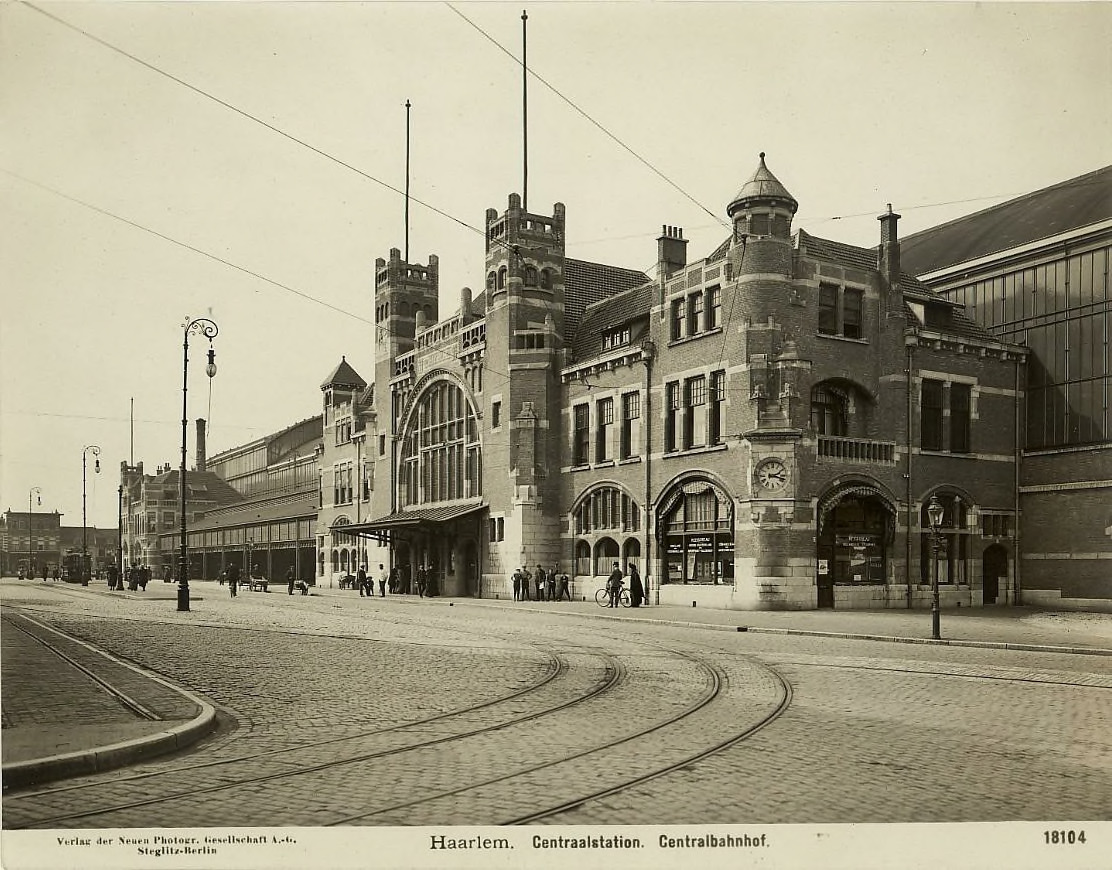
Het Stationsplein in 1909

Het Stationsplein is een straat en plein aan de noordrand van het centrum van de Noord-Hollandse stad Haarlem. De hoofdingang van het station Haarlem ligt aan het plein dat ligt ingeklemd tussen de Kruisweg, onderdeel van de 'Rode Loper', en de Jansweg. Aan de andere kant van het station ligt het Kennemerplein.

## Busstation
Het plein doet onder andere dienst als een belangrijk busstation van de stad en regio. Hiervandaan vertrekken bussen naar onder meer Haarlem-Noord, Schalkwijk, IJmuiden, Uitgeest, Amsterdam, Uithoorn, Heemstede, Leiden en Zandvoort.

## Geschiedenis

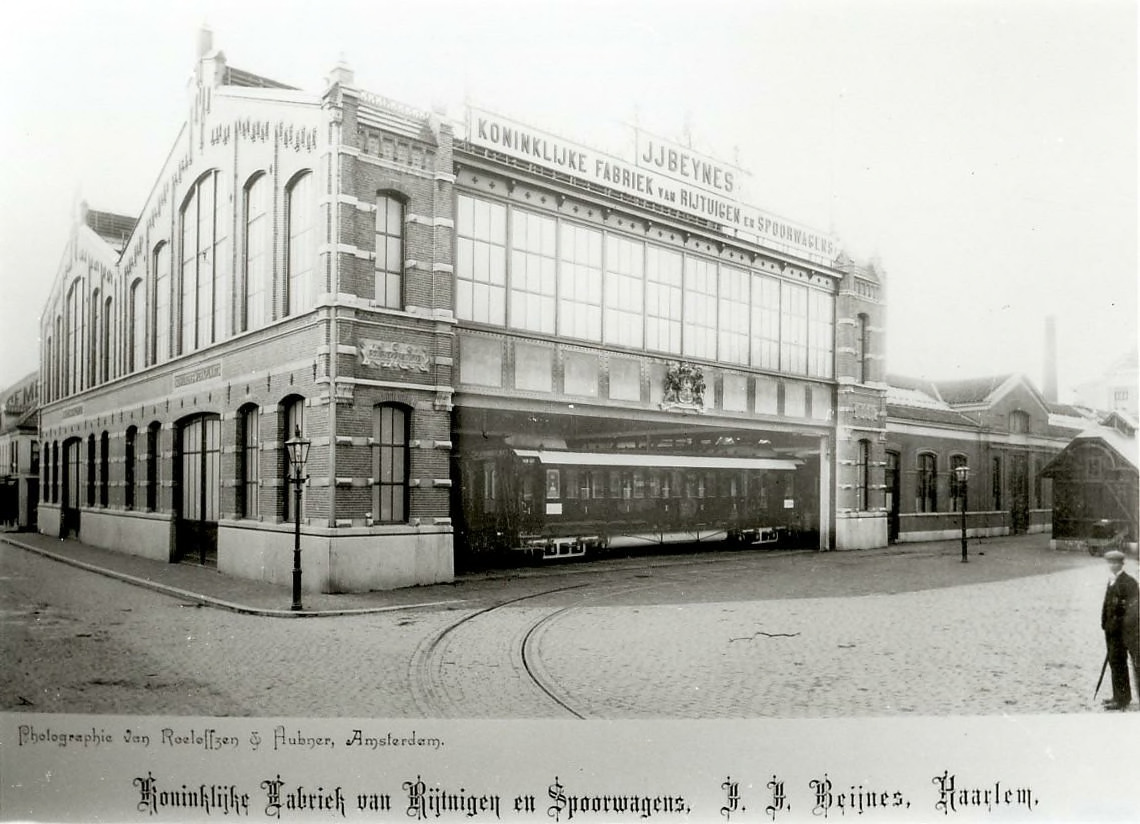
De Beijnesfabriek aan het Stationsplein met links de Jansweg.

Tot 1950 was aan het Stationsplein de fabriek van Beijnes gevestigd, een fabrikant van rijtuigen, rollend materieel voor spoor- en tramwegen en autobussen. Daarbij was de ruimte voor het station beperkt en bood tot 1949 plaats aan de lokale en interlokale trams en bussen van de NZH en sindsdien uitsluitend aan stads- en streekbussen. Na afbraak van de fabriek kwam ruimte vrij voor een echt busstation met drie lange halteperrons en een NZH-stationsgebouw. In het kader van deze herontwikkeling van het gebied is daarbij ook de Lange Molensteeg gesloopt. Deze straat maakte plaats voor nieuwe infrastructuur en moderne gebouwen. 

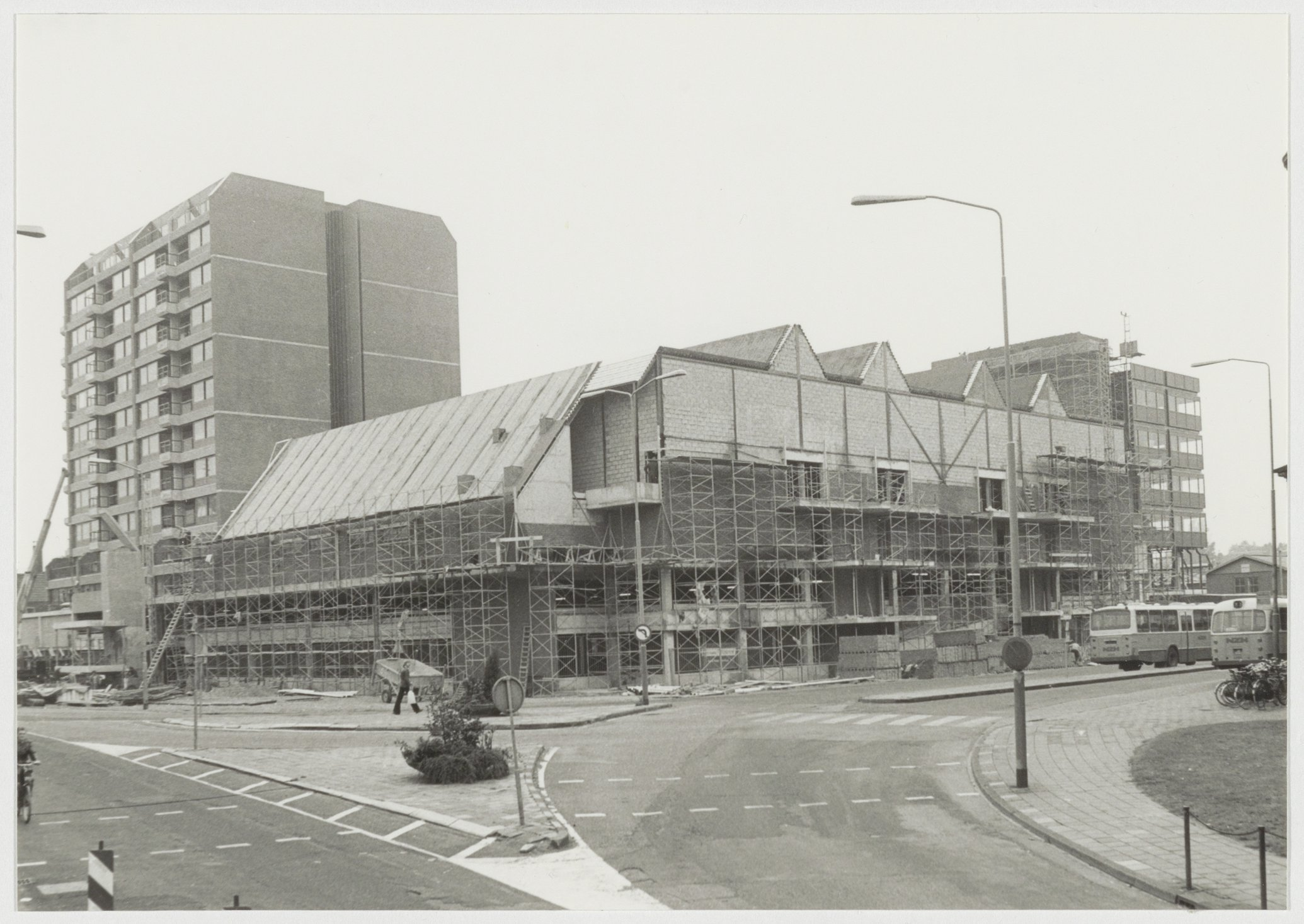
De Beijneshal in aanbouw in 1975

In de jaren zeventig verscheen aan het plein, op de plek waar ooit de Beijnes-fabriek stond, de Beijneshal, een sporthal die deel uitmaakt van het multifunctionele complex Beresteyn. Dit complex is vernoemd naar het voormalige Hofje van Beresteijn dat ooit op deze plek stond. 
Het busstation werd diverse malen heringericht, omstreeks 1959, omstreeks 1975 en het laatst in 2010. Het buswegdek, uitgevoerd met natuursteen, is niet bestand gebleken tegen de vele bussen die hier per etmaal aankomen en vertrekken. Ook blijkt uit analyses dat de capaciteit van het plein onvoldoende zal zijn bij meer inzet van elektrische bussen. Dit heeft ertoe geleid dat de gemeente in samenspraak met andere partijen, overheden en bewoners het hele stationsgebied zal moeten aanpassen. Het complex Beresteyn, inclusief de Beijneshal, zal samen met de aanpak van het Stationsplein vervangen worden door nieuwbouw.

## Fietsenstalling

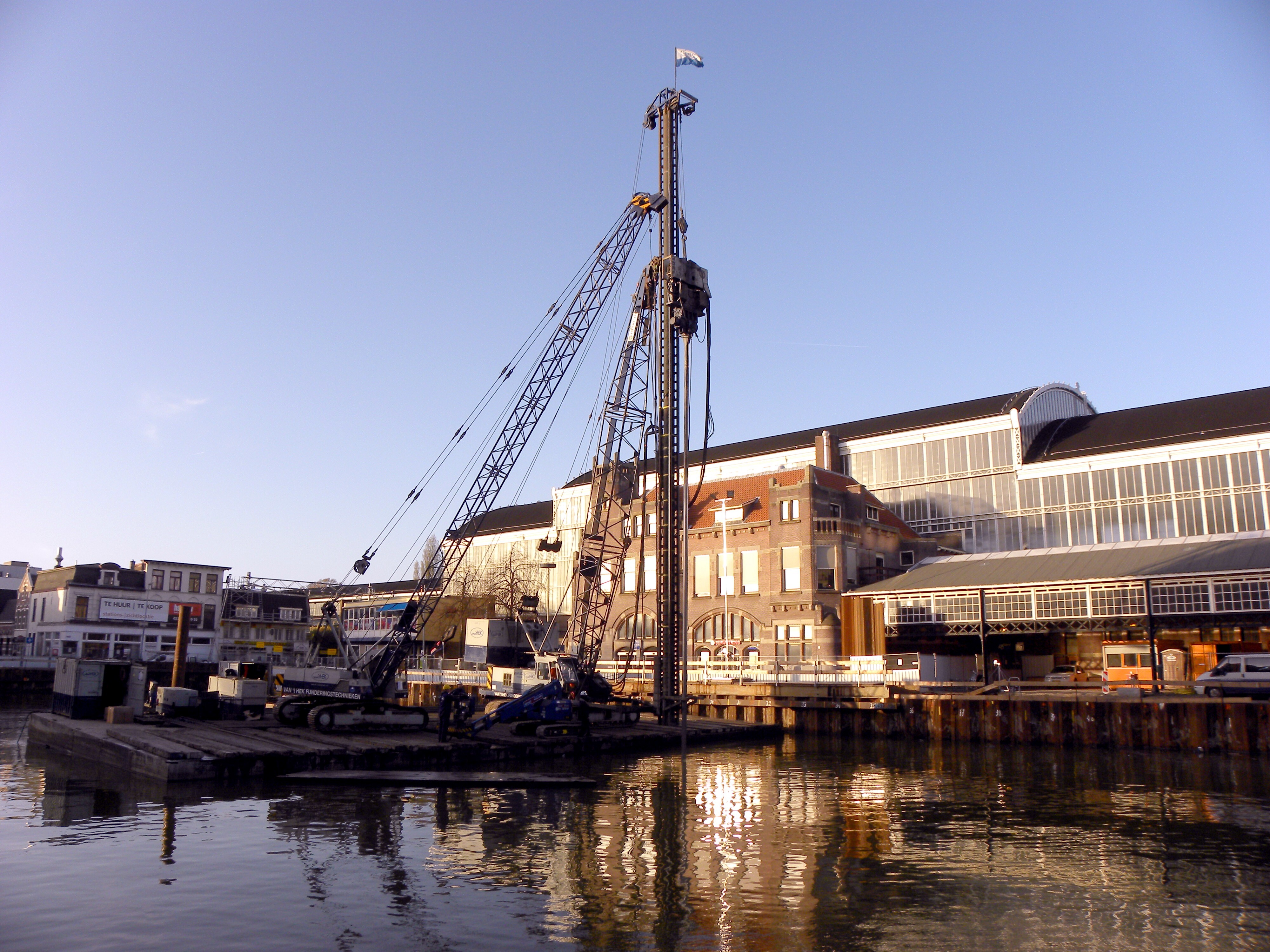
De bouw van de fietsenstalling

Onder het plein ligt een fietsenkelder die na de oplevering in 2013, tot 2018 de grootste van Europa was. De ondergrondse stalling, die officieel de naam Fiets-in draagt, biedt plek aan 5.020 fietsen en is naast de twee ingangen op het plein ook vanuit de westerspoortunnel van het station toegankelijk.